# Kasey Perry-Glass
Pour les articles homonymes, voir Perry et Glass.
Kasey Perry-Glass, née le 12 octobre 1987, est une cavalière américaine. 

## Carrière
Elle a remporté avec Allison Brock, Steffen Peters et Laura Graves, en montant le cheval Dublet, la médaille de bronze du dressage par équipes aux Jeux olympiques d'été de 2016 à Rio de Janeiro.